# Eerste Kamerverkiezingen 1971
De Eerste Kamerverkiezingen van 1971 waren tussentijdse Nederlandse verkiezingen voor de Eerste Kamer der Staten-Generaal. Zij vonden plaats op 29 april 1971.
De verkiezingen waren noodzakelijk geworden na ontbinding van de Eerste Kamer, nadat een voorstel tot Grondwetsherziening in eerste lezing door Tweede Kamer en Eerste Kamer aangenomen was. Bij deze verkiezingen kozen de leden van  Provinciale Staten - die op 18 maart 1970 bij de Statenverkiezingen gekozen waren - in vier kiesgroepen een geheel nieuwe Eerste Kamer.
De door de leden van Provinciale Staten uitgebrachte stemmen hadden niet alle dezelfde waarde; zij werden gewogen aan de hand van de bevolkingscijfers van de provincies.  
De uitslag van de verkiezingen was als volgt:
| Partij                                  | Zetels | Zetels | +/− | Zetelverdeling naar kiesgroep | Zetelverdeling naar kiesgroep | Zetelverdeling naar kiesgroep | Zetelverdeling naar kiesgroep |
| Partij                                  | 1969   | 1971   | +/− | I                             | II                            | III                           | IV                            |
| --------------------------------------- | ------ | ------ | --- | ----------------------------- | ----------------------------- | ----------------------------- | ----------------------------- |
| Katholieke Volkspartij                  | 24     | 22     | −2  | 12 (−2)                       | 4                             | 3                             | 3                             |
| Partij van de Arbeid                    | 20     | 18     | −2  | 3                             | 5 (−1)                        | 5                             | 5 (−1)                        |
| Volkspartij voor Vrijheid en Democratie | 8      | 8      | 0   | 2 (+1)                        | 2                             | 2                             | 2 (−1)                        |
| Christelijk-Historische Unie            | 8      | 7      | −1  | 1                             | 3                             | 1 (−1)                        | 2                             |
| Anti-Revolutionaire Partij              | 7      | 7      | 0   | 1                             | 2                             | 2                             | 2                             |
| Democraten 66                           | -      | 6      | +6  | 1 (+1)                        | 1 (+1)                        | 2 (+2)                        | 2 (+2)                        |
| Communistische Partij van Nederland     | 1      | 3      | +2  | 0                             | 1 (+1)                        | 1                             | 1 (+1)                        |
| Politieke Partij Radikalen              | 1      | 2      | +1  | 1                             | 1 (+1)                        | 0                             | 0                             |
| Pacifistisch Socialistische Partij      | 3      | 1      | −2  | 0                             | 0 (−1)                        | 1                             | 0 (−1)                        |
| Staatkundig Gereformeerde Partij        | 0      | 1      | +1  | 0                             | 0                             | 0                             | 1 (+1)                        |
| Boerenpartij                            | 3      | 0      | −3  | 0                             | 0 (−1)                        | 0 (−1)                        | 0 (−1)                        |
| Totaal                                  | 75     | 75     | 0   | 21                            | 19                            | 17                            | 18                            |

## Gekozenen
Bij deze verkiezingen waren alle 75 leden aftredend, van wie 47 herkozen werden.
Onderstaand volgen enkele bijzonderheden: 
- J.A. Nagtegaal werd gekozen op de lijst van D66 in kiesgroep IV; hij aanvaardde zijn benoeming niet. In zijn plaats werd vervolgens Henk Rang benoemd verklaard;
- A. Smit werd met doorbreking van de lijstvolgorde met voorkeurstemmen gekozen op de lijst van de PvdA in kiesgroep II; hij aanvaardde zijn benoeming niet. In zijn plaats werd vervolgens Gerard Nederhorst benoemd verklaard;
- Kees IJmkers werd gekozen op de lijst van de CPN in de kiesgroepen II, III en IV; hij gaf de voorkeur aan de benoeming in kiesgroep III. In kiesgroep II werd vervolgens Wessel Hartog benoemd verklaard en in kiesgroep IV Tom Boekman.

*1850 · 1853 · 1856 · 1859 · 1862 · 1865 · 1868 · 1871 · 1874 · 1877 · 1880 · 1883 · *1884 · 1887 (I) · *1887 (II) · *1888 · 1890 · 1893 · 1896 · 1899 · 1902 · *1904 · 1907 · 1910 · 1913 · 1916 · *1917 · 1919 · *1922 · *1923 · 1926 · 1929 · 1932 · 1935 · *1937 · *1946 · *1948 · 1951 · *1952 · 1955 · *1956 (I) · *1956 (II) · 1960 · *1963 · 1966 · 1969 · *1971 · 1974 · 1977 · 1980 · *1981 · *1983 · *1986 · 1987 · 1991 · 1995 · 1999 · 2003 · 2007 · 2011 · 2015 · 2019 · 2023

* algemene verkiezingen in verband met vervroegde ontbinding van de Eerste Kamer

vanaf 1987 bedraagt de vaste zittingstermijn van de Eerste Kamer vier jaar